# 이근영 (1937년)

이근영(李瑾榮, 1937년 9월 16일 ~  )은 대한민국의 공무원이었고, DB그룹 회장이다. 본관은 수안이며, 충청남도 보령 출신이다.
가족 [[아들-이상준(李相準)[1957년],아들-이상훈(李相薰)[1963],아들-이상덕(李相德)[1965]]

## 경력
- 1968년 : 제6회 행정고시 합격
- 1969년 : 안동세무서 총무과 근무
- 1970년 : 안동세무서 총무과장
- 1973년 : 세무공무원교육원 교수
- 1974년 : 충남예산세무서장
- 1976년 : 국세청 징세국 징세과장
- 1978년 : 서울남산세무서장
- 1979년 : 서울북부세무서장
- 1980년 : 재무부 세제국 직접세과장
- 1982년 : 국제심판소 심판관
- 1984년 : 서울지방국세청 간세국장
- 1985년 : 광주지방국세청장
- 1986년 : 국세청 조사국장
- 1989년 : 재무부 세제국장
- 1991년 : 국세심판소장
- 1994년 : 재무부 세제실장
- 1996년 : 신용보증기금 이사장
- 1998년 : 한국산업은행 총재
- 2000년 : 금융감독위원회 위원장 겸 금융감독원장
- 2004년 : 법무법인 세종 고문
- 2017년 9월 ~ 2017년 10월 : 동부그룹 회장
- 2017년 11월 ~ : DB그룹 회장

## 수상
- 1977년 : 근정포장
- 1997년 : 한국능률협회 경영혁신대상 최고경영자상
- 1997년 : 데이터베이스대상 장려상